# Ethobunus brasiliensis
Ethobunus brasiliensis is een hooiwagen uit de familie Zalmoxioidae.